# BRM P207
La BRM P207 è una vettura di Formula 1 realizzata dalla Stanley-BRM nel 1977.

## Sviluppo
Dopo la chiusura del team BRM nel 1975 e la vendita della squadra a Louis Stanley nel 1975, l'azienda versò in una forte crisi in quanto mancavano i finanziamenti di sponsor eminenti per la realizzazione di autovetture competitive. Le sorti della squadra parvero cambiare con l'afflusso dei fondi erogati dalla Rotary Watches. Ciò permise la costruzione di una nuova vettura da far correre nella stagione 1977.

## Tecnica
La nuova vettura, denominata P207, venne progettata da Len Terry ed era dotata di un telaio tubolare in alluminio e di un propulsore P202 V12 da 480 CV di potenza il cui raffreddamento era assicurato da due radiatori disposti longitudinalmente rispetto ad esso. La sua gestione avveniva tramite un cambio BRM a cinque rapporti. Le sospensioni anteriori erano formate da bracci oscillanti inferiori trasversali, molle elicoidali e barre stabilizzatrici, mentre quelle posteriori erano costituite da doppi bracci inferiori, molle elicoidali e barre stabilizzatrici.

## Attività sportiva
Nel corso della stagione la vettura, prodotta in due esemplari, venne affidata a più riprese ai piloti Larry Perkins, Teddy Pilette, Conny Andersson e Guy Edwards, ma i risultati furono estremamente deludenti, in quanto la vettura prese il via solo nel GP del Brasile, ritirandosi dopo un solo, lento giro: in questa occasione, l'auto era condotta in gara dal pilota australiano Larry Perkins, dopo aver ottenuto l'ultimo posto in griglia di partenza. Nella gara successiva, il GP del Sudafrica, Perkins ottenne il 15º posto (l'ultimo) a 5 giri di distanza dal vincitore Lauda, ma con il modello precedente, la P201-B. 
Questa gara sarà l'ultima disputata dalla scuderia britannica nella sua storia in Formula 1.
Per la restante stagione 1977, la Stanley-BRM P207 non riuscì mai a superare le prove e a qualificarsi per i gran premi, fino alla gara italiana; le trasferte americana e giapponese di fine stagione vennero semplicemente evitate.
Visto il disastro accaduto in formula 1, la P207 venne reimpiegata nella Formula Aurora, dove riuscì ad ottenere due quarti posti prima del ritiro definitivo della squadra dalle competizioni.